# Lilian Marijnissen
Lilian Marijnissen (ur. 11 lipca 1985 w Oss) – holenderska polityk i samorządowiec, deputowana do Tweede Kamer, od 2017 do 2023 lider Partii Socjalistycznej.

## Życiorys
Córka polityka Jana Marijnissena. Ukończyła w 2006 politologię na Uniwersytecie im. Radbouda w Nijmegen, rok później uzyskała magisterium na Uniwersytecie Amsterdamskim. W 2007 pracowała w Rabobanku, następnie była członkinią zarządu związku zawodowego Abvakabo FNV.
Podobnie jak ojciec zaangażowała się w działalność polityczną w ramach Partii Socjalistycznej. Brała udział w partyjnych kampaniach, w latach 2003–2016 zasiadała w radzie miejskiej rodzinnej miejscowości. W wyborach w 2017 uzyskała mandat posłanki do niższej izby Stanów Generalnych. W grudniu tegoż roku została nową przewodniczącą frakcji deputowanych i tym samym nowym liderem politycznym socjalistów.
Z powodzeniem ubiegała się o poselską reelekcję w wyborach w 2021 i 2023. W grudniu 2023 na funkcji przewodniczącego frakcji zastąpił ją Jimmy Dijk, który tym samym został nowym liderem ugrupowania. W tym samym miesiącu zrezygnowała także z mandatu poselskiego.